# Stuart Gilmore
Pour les articles homonymes, voir Gilmore.
Stuart Gilmore est un monteur et réalisateur américain né le 8 mars 1909 à Tombstone dans l'Arizona et mort le 19 novembre 1971 à Los Angeles en Californie (États-Unis).

## Filmographie

### Comme monteur
- 1937 : Wild Money
- 1938 : Campus Confessions
- 1939 : Arrest Bulldog Drummond
- 1939 : Ambush
- 1939 : Unmarried (en)
- 1939 : Night Work
- 1940 : The Way of All Flesh
- 1940 : Untamed
- 1940 : Comin' Round the Mountain (en)
- 1940 : Nuits Birmanes (Moon Over Burma)
- 1941 : Lady Eve (The Lady Eve)
- 1941 : Les Voyages de Sullivan (Sullivan's Travels)
- 1942 : Madame et ses flirts (The Palm Beach Story)
- 1944 : Miracle au village (The Miracle of Morgan's Creek), de Preston Sturges
- 1944 : Une heure avant l'aube de Frank Tuttle
- 1944 : Héros d'occasion (Hail the Conquering Hero)
- 1944 : The Great Moment
- 1945 : Un cœur aux enchères (Out of This World)
- 1950 : Vengeance corse (Vendetta)
- 1955 : La Vénus des mers chaudes (Underwater!)
- 1956 : Le Conquérant (The Conqueror)
- 1957 : Torpilles sous l'Atlantique (The Enemy Below)
- 1958 : Les Feux du théâtre (Stage Struck)
- 1958 : Flammes sur l'Asie (The Hunters)
- 1958 : Le Barbare et la geisha (The Barbarian and the Geisha)
- 1959 : Le Bruit et la fureur (The Sound and the Fury)
- 1959 : Holiday for Lovers
- 1959 : Voyage au centre de la Terre (Journey to the Center of the Earth)
- 1960 : Alamo (The Alamo)
- 1962 : Hatari !
- 1962 : Un direct au cœur (Kid Galahad)
- 1962 : Deux sur la balançoire (Two for the Seesaw)
- 1963 : Le Tumulte (Toys in the Attic)
- 1964 : Le Sport favori de l'homme (Man's Favorite Sport?)
- 1964 : Deux copines, un séducteur (The World of Henry Orient)
- 1965 : A Rage to Live
- 1965 : Ligne rouge 7000 (Red Line 7000)
- 1966 : Hawaï (Hawaii), de George Roy Hill
- 1967 : Thoroughly Modern Millie
- 1967 : Rosie!
- 1968 : Les tiens, les miens, le nôtre (Yours, Mine and Ours)
- 1969 : Sweet Charity
- 1970 : Airport
- 1971 : Le Mystère Andromède (The Andromeda Strain)

### Comme réalisateur
- 1946 : Le Traître du Far-West (The Virginian)
- 1951 : Hot Lead
- 1952 : Target
- 1952 : La Peur du scalp (The Half-Breed)
- 1952 : Captive Women (en)